# Paris (film, 2008)
 (avril 2020).
Pour les articles homonymes, voir Paris (film).
Pour plus de détails, voir Fiche technique et Distribution.
Paris est un film français réalisé par Cédric Klapisch sorti le 20 février 2008.

## Synopsis
Le film se déroule avant tout à Paris, mais une partie de l'histoire se déroule en Afrique. Pendant plusieurs mois, plusieurs histoires s'entremêlent, avec différents personnages et intrigues qui se croisent.
- Pierre est un danseur de cabaret qui apprend d'un cardiologue qu'il est atteint d'une grave maladie cardiaque et que seule une transplantation cardiaque peut le sauver. Ne pouvant plus danser, il se retire dans son appartement et attend un donneur. Il réfléchit à son état et à sa vie passée. Il regarde un vieux film où on le voit danser sur scène et appelle une ancienne petite amie de l'époque où il était à l'école. Il refuse d'informer ses parents de son état de santé. Lorsqu'il parvient à quitter l'appartement, il remarque plusieurs jeunes femmes séduisantes, dont Khadija et Laetitia.
- Élise, la sœur de Pierre, est assistante sociale, divorcée et mère de trois enfants. Elle reçoit notamment Mourad, un immigré camerounais dont la famille tente d'obtenir des papiers pour autoriser l'entrée en France de son frère Benoît. Son cabinet est à la veille d'une négociation syndicale où sa présence est nécessaire. Cependant, lorsqu'elle apprend que Pierre est cardiaque, elle demande à passer à temps partiel, ce qui dérange ses collègues. Elle s'installe dans l'appartement de Pierre et commence à s'occuper de lui. À un moment donné, elle organise une fête pour Pierre afin de lui remonter le moral. Elle réfléchit également à son statut de célibataire et à son attitude à l'égard des hommes.
- Roland Verneuil est un professeur à la Sorbonne, spécialiste de l'histoire de Paris, qui envie la vie apparemment « normale » de son frère Philippe et de sa belle-sœur Mélanie. Roland craint de finir comme son mentor, le professeur Vignard, seul et totalement absorbé par des sujets pointus qui n'intéressent pas le grand public. Le producteur de télévision Arthur Delamare propose à Roland d'animer et de faire le narrateur d'une série télévisée populaire sur Paris, avec un contrat financièrement généreux à la clef. Contre son gré, Roland accepte l'offre. Roland s'éprend également d'une élève de sa classe, Laetitia, et commence à lui envoyer des messages anonymes sur son téléphone portable pour lui faire part de son attirance pour elle.
- Jean, vendeur sur un marché du quartier et s'approvisionnant à Rungis, est séparé de Caroline, une autre vendeuse du marché. Caroline est sur le point de quitter le marché et de trouver du travail ailleurs, mais la tension persiste entre les deux. Passionnée de moto, Caroline noue une relation naissante avec Franky, un autre commerçant du marché qui conduit lui aussi une moto. Jean remarque Élise alors qu'elle fait ses courses au marché avec ses enfants, et développe une attirance pour elle.
- Philippe Verneuil est un architecte prospère dont la femme Mélanie est enceinte de leur premier enfant. Le père de Philippe et Roland vient de mourir. Philippe semble mener une vie heureuse avec Mélanie, mais il commence à faire des cauchemars liés au grand projet architectural d'un nouveau centre urbain à Paris.
- Khadija, une étudiante d'origine maghrébine à la recherche d'un emploi, trouve du travail dans une boulangerie dont le propriétaire exprime des préjugés, mais qui apprécie néanmoins Khajida parce qu'elle est une travailleuse acharnée. Pierre remarque Khadija lorsqu'il fait ses courses à la boulangerie.
- Laetitia, étudiante à la Sorbonne, entame une relation avec Rémy, un autre étudiant. Elle a un appartement en face de celui de Pierre. Élise se fait passer pour une enquêtrice afin d'entrer dans l'appartement de Laetitia et de savoir si elle a un petit ami, dans le but de la mettre en relation avec Pierre. Laetitia commence à recevoir des textos anonymes d'un admirateur secret, dont elle apprend finalement qu'il s'agit de son professeur, Roland. Elle est d'abord contrariée, mais s'engage bientôt dans une brève liaison avec Roland.
- Au Cameroun, Benoît travaille dans un hôtel de villégiature. Il a fait la connaissance de Marjolaine, un mannequin parisien, qui lui dit de la contacter s'il va un jour à Paris. Son frère, Mourad, lui a envoyé des cartes postales de Paris. Inspiré, et bien qu'il n'ait pas les papiers nécessaires pour immigrer en France, Benoît entame un long voyage pour se rendre à Paris, en bus et finalement en traversant illégalement le détroit de Gibraltar en bateau.

## Fiche technique
- Titre : Paris
- Réalisation et scénario : Cédric Klapisch
- Musique : Loïc Dury, Robert Burke et Christophe Minck
- Direction de la photographie : Christophe Beaucarne
- Décors : Marie Cheminal
- Costumes : Anne Schotte, Leila Adjir et Amian Hmada
- Montage : Francine Sandberg
- Effets visuels : Def2shoot
- Production : Bruno Levy et Cédric Klapisch
- Sociétés de production : Studiocanal - TPS Star - France 2 Cinéma - Ce Qui Me Meut - Canal+
  - Participations à la production : Uni Etoile 4 et TPS Star
- Budget : 12,161063 M€[1]
- Sociétés de distribution : Studiocanal et Mars Distribution (France)
- Pays de production :  France
- Langue originale : français
- Son : DTS et Dolby Digital
- Format : couleur - 2,35:1 - 35 mm - Kodak - anamorphique - Arricam - Panavision
- Genre : comédie dramatique, choral
- Durée : 130 minutes
- Date de sortie : 20 février 2008 (France), 2 septembre 2008 (DVD et Blu-ray) et 9 octobre 2008 (VOD)

## Distribution
- Juliette Binoche : Élise, assistante sociale, mère célibataire de trois enfants
- Romain Duris : Pierre, frère cadet d'Élise, danseur professionnel au Lido, gravement malade du cœur
- Fabrice Luchini : Roland Verneuil, historien spécialiste de Paris
- Albert Dupontel : Jean, marchand de fruits et légumes
- Julie Ferrier : Caroline, ex-compagne de Jean
- François Cluzet : Philippe Verneuil, frère cadet de Roland, architecte « normal »
- Karin Viard : la boulangère
- Gilles Lellouche : Franky, marchand de poissons sur le marché
- Mélanie Laurent : Lætitia, étudiante dont s'éprend Roland, son professeur
- Sabrina Ouazani : Khadija, l'apprentie-boulangère « beurette »
- Zinedine Soualem : Mourad, un collègue de Jean
- Olivia Bonamy : Diane, ex-compagne de Pierre
- Maurice Bénichou : le psychanalyste
- Joffrey Platel : Rémy, le petit ami de Lætitia
- Judith El Zein : Mélanie Verneuil, la femme de Philippe
- Emmanuel Quatra : « Grand Nanar », le collègue de Jean qui chante Daniela à Rungis
- Kingsley Kum Abang : Benoît, l'immigré sans-papier camerounais
- Xavier Robic : Arthur Delamare, le journaliste de télévision qui recrute Roland
- Audrey Marnay : Marjolaine
- Annelise Hesme : Victoire
- Farida Khelfa : Farida, l'une des manequins à Rungis
- Suzanne Von Aichinger : Susy (Miss bidoche), l'une des mannequins à Rungis
- Renée Le Calm : Mme Renée, voisine d'immeuble de Pierre
- Hubert Saint-Macary : le cardiologue
- Marco Prince : le dragueur d'Élise à la soirée chez Pierre
- Joseph Malerba : le chauffeur de taxi
- Jean-Pierre Moulin : le professeur Vignard, collègue historien de Roland
- Frédéric Cuif : le SDF
- Audrey Lamy : la jeune femme aux fleurs sur le marché de Rungis
- Cédric Klapisch : l'homme sur le toit durant le cauchemar de Philippe Verneuil (non crédité)
- Camille Brunel : l'étudiant dans le café quand Mélanie Laurent regarde passer Luchini place de la Sorbonne (non crédité)
- Marie Drion : Lila, fille d’Élise
- Iris Grillet : Simone, fille d’Élise
- Arthur Dujardin : Jules, fils d’Élise
- Lila Perrin-Orsini : employée de boulangerie
- Lorenzo Larocca : accordéoniste
- Frédéric Rose : le réalisateur de télévision
- Alexia Doucet : la fille de Caroline
- Georges Happy : le frère de Benoît
- Jeanne Candel : la fille en retard
- Anne Benoît : Suzini
- Nelly Antignac : Rachel
- Juliette Navin-Bardin : Virginie
- Jérôme Michaud de la Rivière : Baudelaire
- Sabrina Seyvecou : Sidonie (non créditée)

## Bande originale
- Wax Tailor : Seize the day (feat. Charlotte Savary)
- Eric Gemsa : Antic Swing
- Artur Nunes : Tia
- Rosemary Clooney : Sway (strip-tease de Juliette Binoche)
- Quincy Jones : Comin' home baby
- Philippe Katerine : Louxor, j'adore (la fête)
- Wilson Pickett : Land of 1000 Dances (danse effrénée de Fabrice Luchini)
- Carlton Livingston/Anthony Waldron/Fabien Préaux - Running for my life
- Kraked Unit : Douala Paris / I love bidoche ! / Ah hum babe ! / Munivers de Paris / Les fleurs du slam / L'air des cendres / We don't give a f...!! / Beautiful World
- Erik Satie : Gnossienne n°1 (entendue plusieurs fois)
- Dizzy Gillespie & Stan Getz : Be bop
- Francis Lemarque : À Paris
- Patrice Mestral : Midnight Reflections
- Johann Sebastian Bach : Partita no 1, BWV 825 (Courante) / Offrande Musicale
- Carl Philipp Emanuel Bach : Menuet en sol
- Emmanuel Quatra : Daniela
- Jean-Paul Gaultier : How to do that (in a new way)

## Commentaires
- Un faux-raccord est visible dans une scène à la boulangerie : il y a un décalage entre les plans dans l'affichage de la monnaie à rendre[2].
- Lorsque le cardiologue reçoit Pierre en consultation, il évoque un bêta-bloquant : le « carveditol » (sic) alors qu'il s'agit du « carvedilol ».
- Kingsley Kum Abang, contrairement au reste de la distribution, n'est pas un acteur professionnel. Il s'agit d’un Camerounais, maître-nageur à la station balnéaire de Limbé. À l'âge de 22 ans, il entreprend d'émigrer vers l'Europe, et son parcours de migration avait été suivi[3] longuement par le photo-reporter Olivier Jobard[4]. Son éprouvante traversée en haute mer à destination des îles Canaries à bord d'une frêle barque avait été filmée pour un reportage[5] de l'émission Envoyé spécial par le journaliste Grégoire Deniau. Ce poignant reportage valut à son auteur le prix Albert-Londres (2005), et à Kingsley une fugace médiatisation. Ému en ayant vu le reportage sur Kingsley, le réalisateur Cédric Klapisch l'embaucha pour son nouveau film choral Paris, en lui demandant de jouer sa propre histoire : maître-nageur dans un hôtel à touristes au Cameroun, le long périple à travers l'Afrique, la traversée périlleuse en haute mer, l'échouage nocturne sur une plage espagnole, l'arrivée à Paris puis sa vie clandestine… Seul le prénom du personnage incarné par Kingsley a été changé. Le réalisme de la reconstitution est allé jusqu'à tourner dans le village natal de Kingsley au Cameroun, et en faisant jouer ses propres parents. Depuis Kingsley a été régularisé, et travaille comme électricien. Il a fait l'objet d'un autre reportage d’Envoyé spécial, revenant sur sa nouvelle vie[6],[7] et son incroyable destinée.
- Comme à son habitude, Cédric Klapisch fait appel à ses acteurs « fétiches » : Romain Duris, Fabrice Luchini, Karin Viard, Zinedine Soualem et Renée Le Calm. De plus, comme pour chacun de ses films, il se permet un petit caméo (ici dans la scène du rêve de François Cluzet).

## Lieux de tournage
- Cameroun
- France
  - Montrouge (Hauts-de-Seine) : hôpital
  - Paris (le tournage du film s'est fait lors de l'hiver 2006-2007) :
    - 1er arrondissement : jardins du Palais-Royal, place du Palais Royal ;
    - 4e arrondissement : cathédrale Notre-Dame de Paris, parvis Notre-Dame - place Jean-Paul-II, île de la Cité, place de la Bastille (colonne de Juillet) ;
    - 5e arrondissement : université Paris-Sorbonne, rue Victor-Cousin, café Les Patios, place de la Sorbonne ;
    - 7e arrondissement : tour Eiffel, Champ-de-Mars ;
    - 8e arrondissement : place de la Concorde ;
    - 9e arrondissement : opéra Garnier, rue Scribe ;
    - 11e arrondissement : avenue Philippe-Auguste, à l'intersection de la rue du Faubourg-Saint-Antoine et de la place de la Bastille (scène où Romain Duris sort du taxi) ;
    - 12e arrondissement : place de la Nation (scène finale dans le taxi) ;
    - 14e arrondissement : catacombes de Paris (ossuaire municipal), avenue du Colonel-Henri-Rol-Tanguy ;
    - 15e arrondissement : pont de Bir-Hakeim, tour Montparnasse, avenue du Maine ;
    - 18e arrondissement : la boulangerie censée faire l'angle de l'immeuble de Pierre se trouve en réalité à l'angle de la rue Marcadet et de la rue Carpeaux. Autres lieux du 18e : Sacré-Cœur, rue du Chevalier-de-La-Barre, le Moulin-Rouge, boulevard de Clichy, Montmartre ;
    - 20e arrondissement : une partie des scènes sont tournées sur la place Martin-Nadaud, ainsi que dans et depuis deux immeubles donnant sur cette place ;  l'appartement dans lequel habite Pierre est situé au 4, place Martin-Nadaud, il fait l'angle avec la rue Orfila ; l'appartement de Lætitia, l'étudiante, est dans l'immeuble en face, qui fait l'angle entre l'avenue Gambetta, la place Martin-Nadaud et la rue Robineau.

  - Rungis (Val-de-Marne) : marché de Rungis et restaurant À La Marée - 2, place des Pêcheurs
- Maroc (Wilaya d'Agadir, provinces de Ouarzazate et de Zagora)

Sources : IMDB, générique et LT2C

## Accueil

### Accueil critique
- Télérama : 2 T (sur 3)

### Box-office
- Box-office Europe : 2 436 418 entrées[8]

### Nominations et sélection
- César du cinéma 2009 :
  - Meilleur film pour Cédric Klapisch et Bruno Levy
  - Meilleure actrice dans un second rôle : Karin Viard
  - Meilleur montage pour Francine Sandberg
- Festival international du film de comédie de l'Alpe d'Huez 2008 : Film de clôture (hors compétition)